# Манило Іван Васильович
Манило (Дніпряк) Іван Васильович (1918-1976) — український поет, байкар, видавець, редактор.

## Біографія
Народився 14 березня 1918 року на Запоріжжі. Вчився у Запорізькому педагогічному інституті (1937-1939), закінчив літературознавчі курси при Спілці письменників у Києві.
Був примусово вивезений до Німеччини. У 1947 р. емігрував до США, працював на фабриках і заводах
у штатах Техас, Каліфорнія. Закінчив Пенсильванський університет (1957). Мешкав у Філадельфії, організував видавничий фонд і видавництво „Світ”. Помер 1976 р. у м. Вайнленд (штат Нью-Джерсі), США, похований там же.

## Творчість
Автор книг „Колючий сміх” (1946), „Постріли з пера” (1947), „Січ і відсіч” (1948), „Запоріжжя
сміється” (1950), „Байкар” (1953), „Пеани і кпини” (1960), „Грім за зорею” (1963), „Україна сама”
(1966).
в окупаційній газеті "Нове Запоріжжя" від 10 квітня 1943 року надрукував вірша "Степ кличе":
Село в садах, а там левада,
А далі - степ синіє,
і сонечко - людей відрада
Пливе за гай, Маріє.
Яка весна довкіл, подруго!
Аж серце в щасті мліє,
коли пісні летять за плугом...
нас кличе степ, Маріє!
Завдяки своїм слабким поезіям М. вважався графоманом і часто ставав об'єктом літературних пародій. Особливо полюбляв пародіювати Манила Хведосій Чичка (псевдонім Ігоря Качуровського) на сторінках часопису "Пороги" (Буенос -Айрес, 1950-53). Див., зокрема "Маниліаду" в "Порогах" (листопад-грудень 1950). На сторінках того ж видання пародіювала байкаря Манила і поетеса Ганна Черінь: "Я одному дам в рило, Плюну іншому в морду. Щоб всі знали: Манило Має душу відважну і горду". Хведосій Чичка придумав термін "Графоманило". А Іван Евентуальний (Анатоль Калиновський) присвятив М. такого вірша:
І Манилу заманилось
Злізти на Парнас.
Не теряйте, куме, сили,
Праця не по вас...
До Парнасу ж треба сили,
Шлях туди важкий.
Хоч би ви і підмостили
Всі свої книжки.
("Пороги", червень-липень 1951).

Окремі видання:
- Манило І. Байки // Ельдорадо. Вибрані твори. – Нью-Йорк – Філадельфія: Світ, 1956. – С. 56-63.
- Манило І. Грім за зорею. Лірика, гумор, сатира. – Нью-Йорк: Волосожар, 1963. – 64 с.
- Манило І. Запоріжжя сміється. Гуморески, поезії, епіграми, пародії. – Авсгсбург, 1950. – 29 с.
- Манило І. Пеани і кпини. Гуморески, байки, епіграми. – Нью-Йорк, 1960. – 32 с.
- Манило І. Постріли з пера. Епіграми, жарти. – Авсгсбург, 1948. – 26 с.
- Манило І. Січ і відсіч. Байки. – Мюнхен – Авсгсбург, 1948. – 47 с. [Архівовано 24 жовтня 2020 у Wayback Machine.]
- Манило І. Україна сама... – Нью-Йорк – Вайнланд, 1966. – 48 с.